# Xylodromus fleischeri
Xylodromus fleischeri este o specie de gândac din familia Omaliinae care este endemică României.

## Răspândire
Xylodromus fleischeri poate fi găsit în păduri din Munții Bucegi.